# 歌い骸骨
歌い骸骨（うたいがいこつ）は、鹿児島県甑島、新潟県南蒲原郡田上町に伝わる怪談。

## 概要
19世紀初頭に現在の秋田県にあった久保田藩士の人見蕉雨の著した『黒甜瑣語（こくてんさご）』という書物にも、非常に良く似た話が記されている。また、岩手県上閉伊郡をはじめ東北地方から中国地方にかけても「踊る骸骨」という同様の趣旨の怪談が広く伝わっている（なお、「歌い骸骨」に登場する骸骨は髑髏（頭蓋骨）だけであるが、「踊る骸骨」に登場する骸骨は全身の骸骨である）。この他、ヨーロッパでもグリム童話に『歌う骨』と題された同様の物語が収められている。アフリカやアメリカ黒人民話にも「血まみれドクロ」というよく似た話が見受けられる。いずれの話も、仲間や兄弟の裏切りによって殺された男が、朽ちて骸骨になってもなお復讐を遂げるために歌ったり踊ったりする点が共通している。

## 各地の伝承内容

### 甑島の伝承
その昔のこと。ある商人が相方の商人と二人で、一稼ぎするために市へ行った。相方の方は非常に儲かって喜んでいたが、当の商人の方はまったく儲からなかった。商人は相方を妬んだ末に彼を殺害し、持ち金を奪って自分のものとし、三年間遊んで暮らした。
そんなある日のこと。商人がかつて相方と二人で歩いたことのある道を歩いていると、薮の中から美しい歌声がする。不審に思って薮の中を覗くと、そこには白骨死体があり、髑髏（頭蓋骨）が歌を歌っていた。商人が驚いていると、髑髏は「貴方が望みさえすれば、いつでもどこでも歌います」と告げた。これは稼ぎ道具になると考えた商人は、髑髏を持ち去った。
とある長者の屋敷を訪れた商人は、世にも珍しい宝物として歌を歌う髑髏を持っていると話した。話を信じない長者に対して商人は、もしも髑髏が歌わなかったら自分の首を差し出す、逆に歌ったら長者の全財産をもらうと持ちかけた。長者はこの賭けに同意した。
商人は、さあ歌えとばかりに髑髏を取り出した。しかし、どうしたものか髑髏は全く歌わない。商人が何とか歌うように命じても責め立てても、一向に歌おうとしない。腹を立てた長者は刀を抜き、自分を騙した罰として商人の首を切り落とした。
その途端、髑髏が歌い出した。「自分の思いが叶った」と。この髑髏こそ、商人に殺されたあの相方の商人の髑髏だった。死してなお、三年の末に自身の恨みを晴らしたのであった。

### 新潟県の伝承
ある村の2人の男が、一稼ぎするために江戸へ行った。一人は働き者で非常に儲かったが、もう一人は怠け者でまったく儲からなかった。
一年後、働き者の方の男は村へ帰ろうと言ったが、怠け者の男は金がない。働き者男は、金を貸すからと言って共に村へ向かった。しかし、怠け男は小夜の中山に差し掛かった頃、いずれ金を返さなければならないのならと悪心を起こし、働き者男を谷底へ落として殺し、金を自分のものとした。
翌年、怠け男は金儲けのために再び江戸へ向かった。途中の小夜の中山で美しい歌声がする。不思議に思っていると、あの働き者男の髑髏が歌を歌っていた。男は稼ぎ道具になると考え、髑髏を持ち去った。
江戸へやって来た男は、髑髏に金を歌わせて見世物にし、大いに金をもうけた。噂を聞きつけて役人が訪れ、歌を歌うという髑髏を信じず、男を取り調べようとした。男は本当に髑髏が歌うのだと言い張って歌わせようとするが、なぜか髑髏は歌わない。男が何とか歌うよう苦心していると、やがて歌い出した。「この男に心を許すな、小夜の中山を忘れたか」と。
これは何かあると感じた役人が男をよく調べた末、彼が連れの男を殺して金を奪ったことが明らかになったため、男は打ち首にされたという。

### 『黒甜瑣語』収録の話
奥州の話。ある武士が急用のため深夜の山道を歩いていると、どこからか謡曲を歌う声がする。不思議に思って声のする方へ分け入ってみると、何と一個の髑髏があって、それが歌っていたのであった。その髑髏が、まとわり付いている雑草を取り除いてもらいたいと頼むので、武士は言う通りにしてやった。
用を終えて登城した武士は、山中で体験したその不思議な話を殿様や家臣たちに話すが、髑髏が歌うわけがない、と誰も信用しない。躍起になった武士は、それなら現物を持ってきてお目にかけよう、と言って再び山道を急いだ。髑髏はすぐ見つかり、わけを話すと快く承諾してくれた。武士は喜び勇んで髑髏を持ち帰り、殿様たちの前で、さあ歌われよ、と何度も促すが、どういうことか、髑髏は一言も発しない。やはり嘘ではないか、殿様までだますとは言語道断、となって、武士は処刑された。ところが、その首が落ちたとたん、髑髏が、これで我が恨みは晴れた、と叫んで朗々と謡曲を歌い、人々を驚愕させたのであった。
後で調査したところ、件の武士は以前に無実の罪で家来の者を処刑したことがわかった。罪なく殺された家来が復讐したのだ、と皆は噂したという。

### 踊る骸骨（岩手県の伝承）
上七兵衛（かみのしちべえ）と下七兵衛（しものしちべえ）という二人の男が町へ出稼ぎに行くため、一緒に故郷の村を出た。下七兵衛は町で三年間真面目に働き、大いに儲けたが、上七兵衛は怠けて遊び暮らし、少しも儲けがなかった。人のよい下七兵衛は、上七兵衛に「帰る費用は俺が払ってやる。お前の分の土産も俺が買ってやる」と言い、二人で村に帰ることにしたが、腹黒い上七兵衛は途中の山道で下七兵衛を殺して、有り金も土産も全部奪い取り、下七兵衛の死体を藪の中に隠して、その場から逃げ去った。
何食わぬ顔で村に帰った上七兵衛は、他の村人たちには「下七兵衛は悪い仲間に入ってしまって、もう村には帰らないと言うから、俺は一人で帰って来た」と嘘をつき、下七兵衛から奪い取った金で遊び暮らしていたが、三年経つと金がなくなったので、仕方なく再び町で金を手に入れようと村を出て、山道を歩いていると、三年前に殺したはずの下七兵衛の骸骨が現れた。驚く上七兵衛に向かって、骸骨は「俺を町へ連れて行け。お前が歌を歌い、それに合わせて俺が踊れば、簡単に金儲けができるぞ」と言うので、上七兵衛は骸骨を風呂敷に包んで町へ行き、歌を歌いながら骸骨の踊りを町の人々に見せると、物珍しさから大変な評判となり、毎日大勢の人々が見物に訪れて、上七兵衛はたちまち大金を稼ぐことができた。
やがて、踊る骸骨の噂は殿様の耳にも届き、上七兵衛は城に招かれて、殿様と家来たちの前で骸骨の踊りを披露することになった。ところが、上七兵衛がいくら歌を歌っても、骸骨は黙ったまま全く動こうとしない。腹を立てた上七兵衛が骸骨を鞭で打つと、骸骨は急に立ち上がって、「殿様。やっと三年前の恨みを晴らせる時が来ました。私は、三年前に山の中でこの男に殺され、金を奪い取られた者の骸骨でございます。私が今までこの男と一緒に行動し、骸骨の踊りを続けていたのは、このように殿様に直接お目にかかり、この男の悪事を殿様に訴えるためだったのでございます」と、事の真相を殿様に説明した。骸骨の訴えを聞いて激怒した殿様は、家来たちに命じて上七兵衛を縛り上げ、磔の刑に処したという。